# Fiorenza Cossotto
Fiorenza Cossotto (22 de abril de 1935) é uma mezzosoprano italiana. Está considerada como uma das melhores mezzos do século XX.
Cossotto estudou na Academia de música de Turim, com Mercedes Llopart. Debutó em 1955 no La Scala de Milão. Recebeu um disco de ouro pela sua gravação de Macbeth.
Em 2005 celebrou os seus 70 anos com uma representação em Luttich, Bélgica.
Alguns dos seus papéis mais importantes: Amneris, Ulrica, Eboli, Santuzza, Azucena e Carmen.